# Mashteuiatsh
Mashteuiatsh är ett reservat för innu i provinsen Québec i Kanada. Det ligger i regionen Saguenay–Lac-Saint-Jean, i den östra delen av landet, 400 km nordost om huvudstaden Ottawa. Antalet invånare var 2 010 vid folkräkningen 2021.